# Mantispa deliciosa
Mantispa deliciosa is een insect uit de familie Mantispidae, die tot de orde netvleugeligen (Neuroptera) behoort. De soort komt voor in China.